# ANEFO
L'ANeFo (abbreviazione di Algemeen Nederlandsch Fotobureau) è stata un'agenzia di stampa fotografica olandese, attiva dal 1944 al 1989.

## Storia
Fondata nel 1943-'44 nei Paesi Bassi come divisione fotografica militare (o "divisione D") dell'esercito olandese (Bureau Militair Gezag, BMG), venne privatizzata poco dopo. Promossa dal governo con l'intento di creare un centro di raccolta fotografico per l'intera stampa olandese, conobbe nei decenni successivi un grande periodo di splendore.
Venne chiusa nel 1989 e l'intero patrimonio fotografico trasferito agli Archivi Nazionali olandesi nel 1996.
A quest'agenzia hanno collaborato attivamente alcuni dei più noti fotografi europei del dopoguerra, come Willem van de Poll (primo per numero di foto, oltre 30.000), Harry Pot, Fernando Pereira e altri ancora.

### Archivio digitale
Le oltre 325.000 foto dell'agenzia - rese pubbliche digitalmente negli anni 2010 - costituiscono al 2024 all'incirca un terzo dell'intero patrimonio degli Archivi Nazionali olandesi, venendo usate ampiamente in ogni redazione editoriale in quanto quasi tutte sotto licenza CC0. Nell'aprile 2018 un utente Wikimedia sono state caricate 325.000 foto dell'Archivio Nazionale dei Paesi Bassi su Wikimedia Commons, di cui 270.000 erano proprio dell'ANEFO.

## Galleria d'immagini

Alcuni dei principali fotografi dell'ANEFO
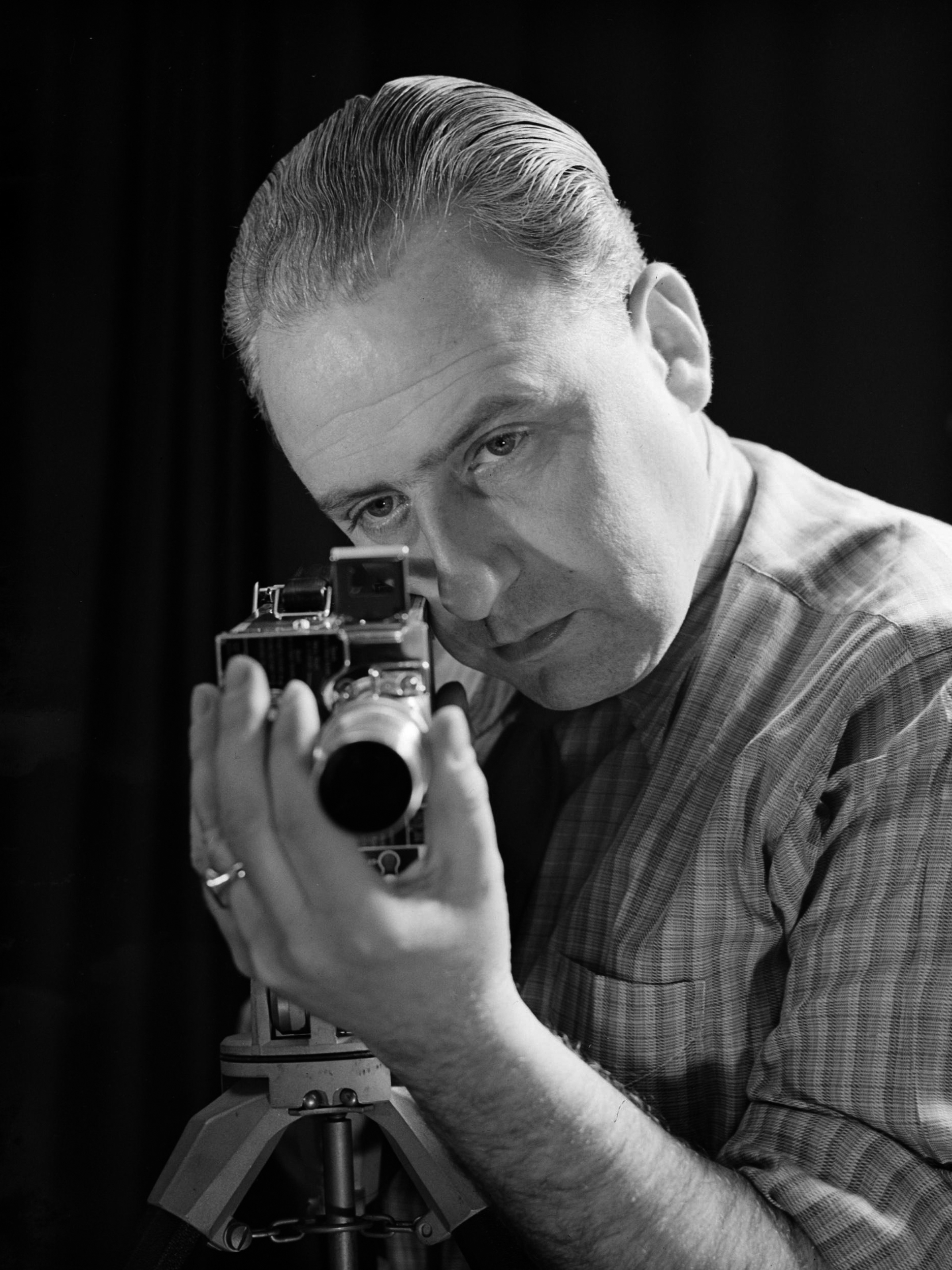
Willem van de Poll
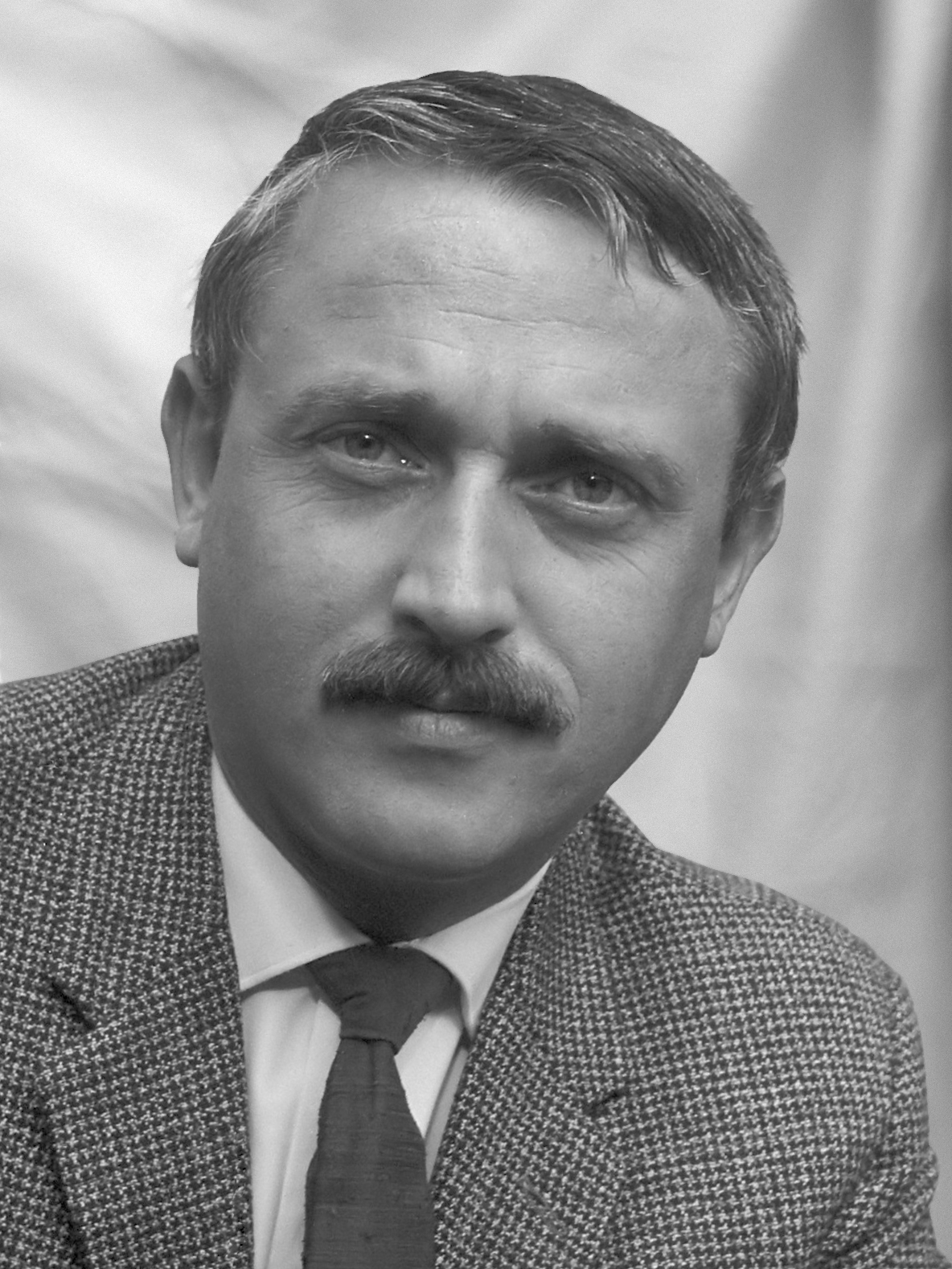
Harry Pot
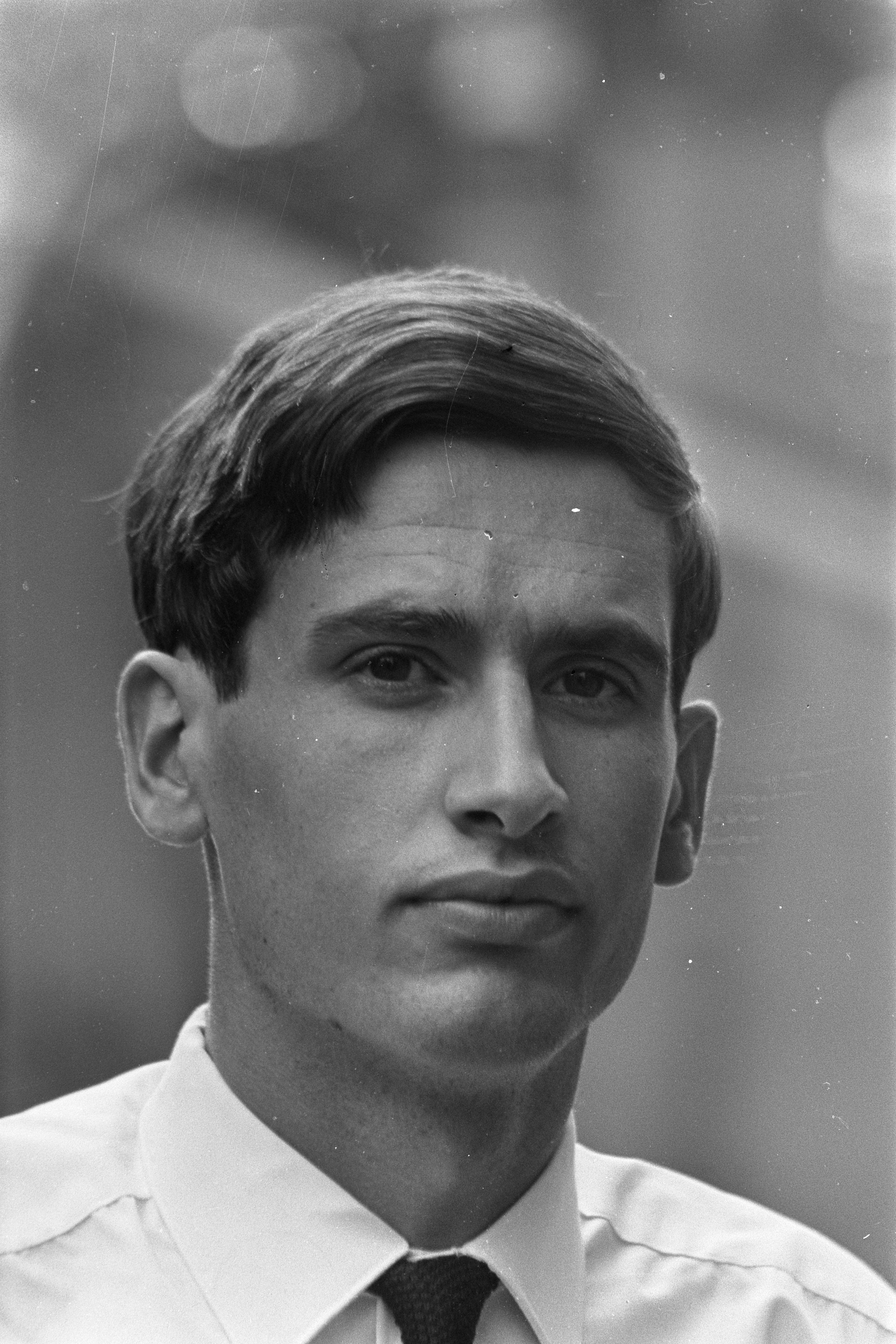
Ron Kroon
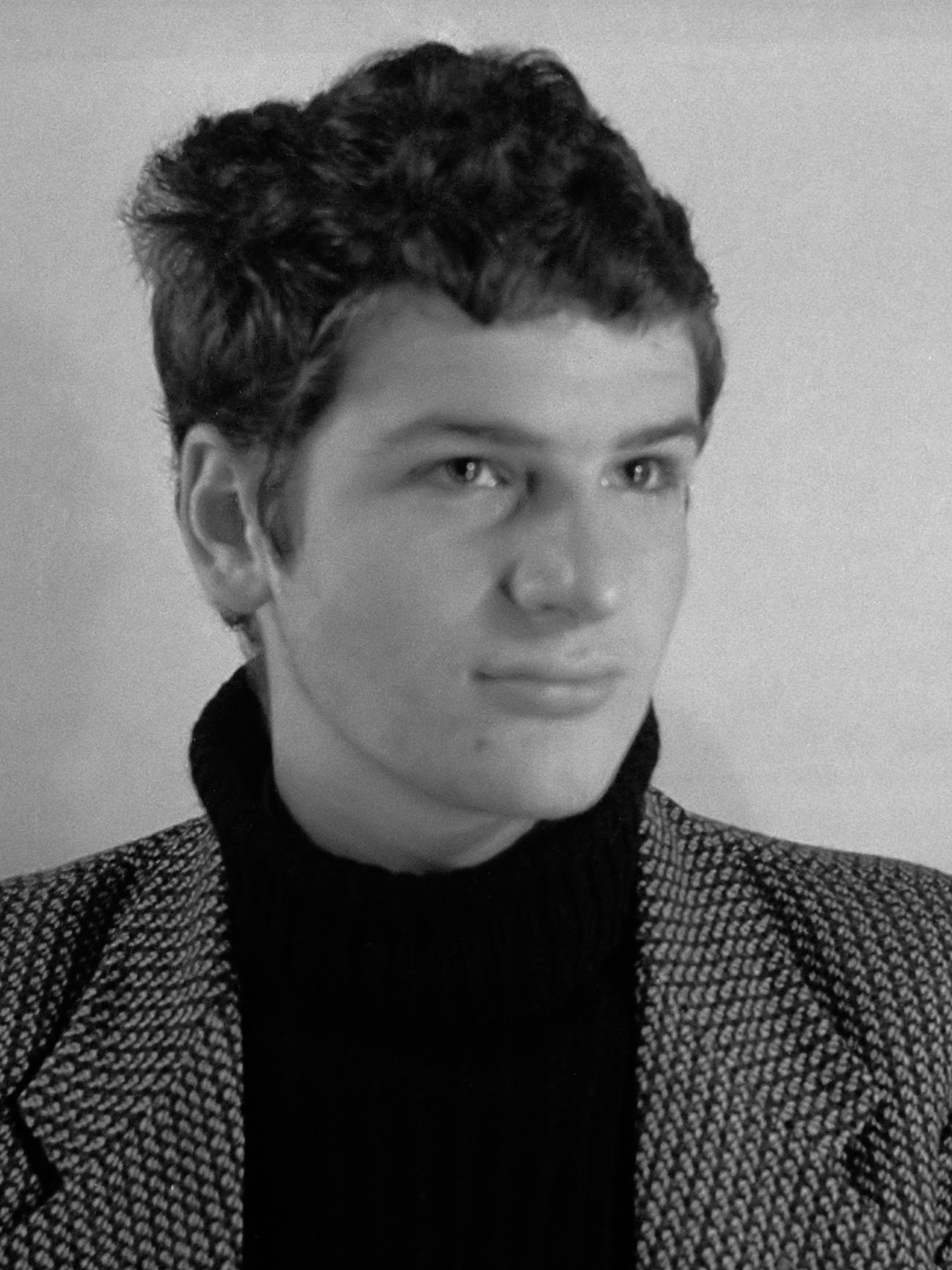
Eric Koch

Selezione di fotografie e serie fotografiche dell'ANEFO
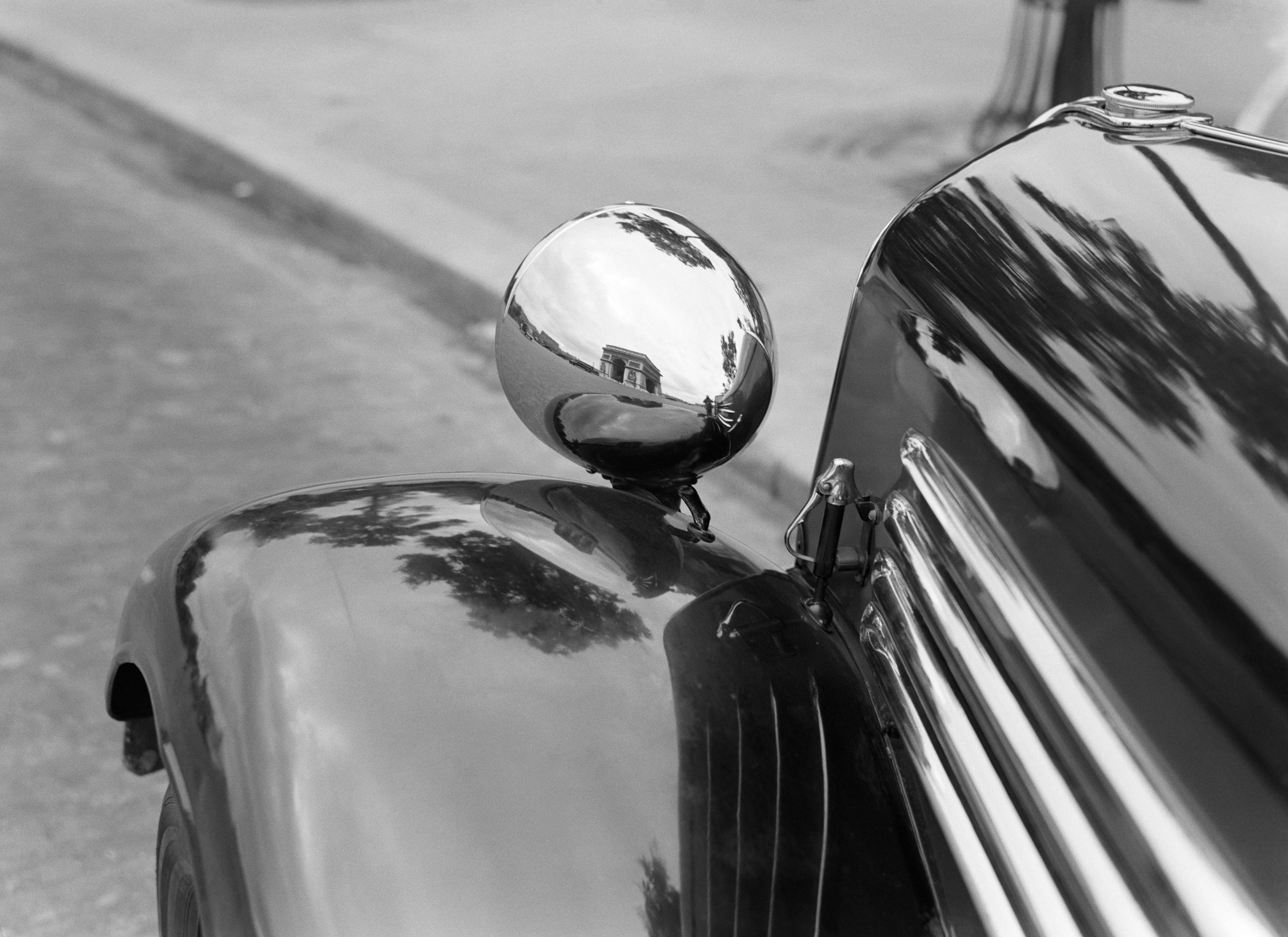
Riflesso dell'Arco di Trionfo di Parigi nel telaio di un fanale di un'automobile, 1935 (Willem van de Poll; premiata come Immagine in Vetrina su Wikimedia Commons)
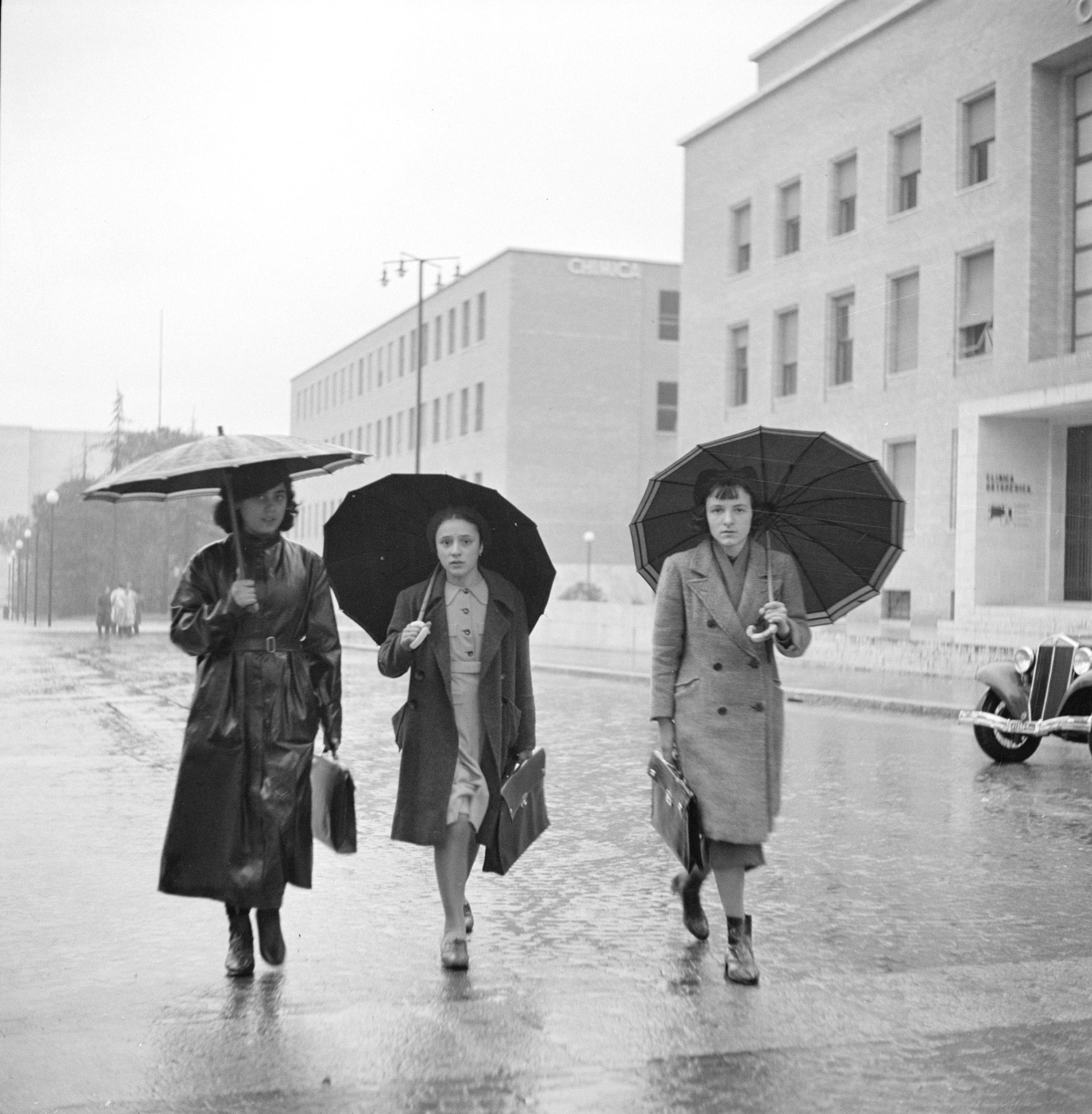
Studentesse all'ingresso dell'Università "La Sapienza" di Roma appena ultimata nella costruzione, nel 1937 (serie fotografica di Willem van de Poll)
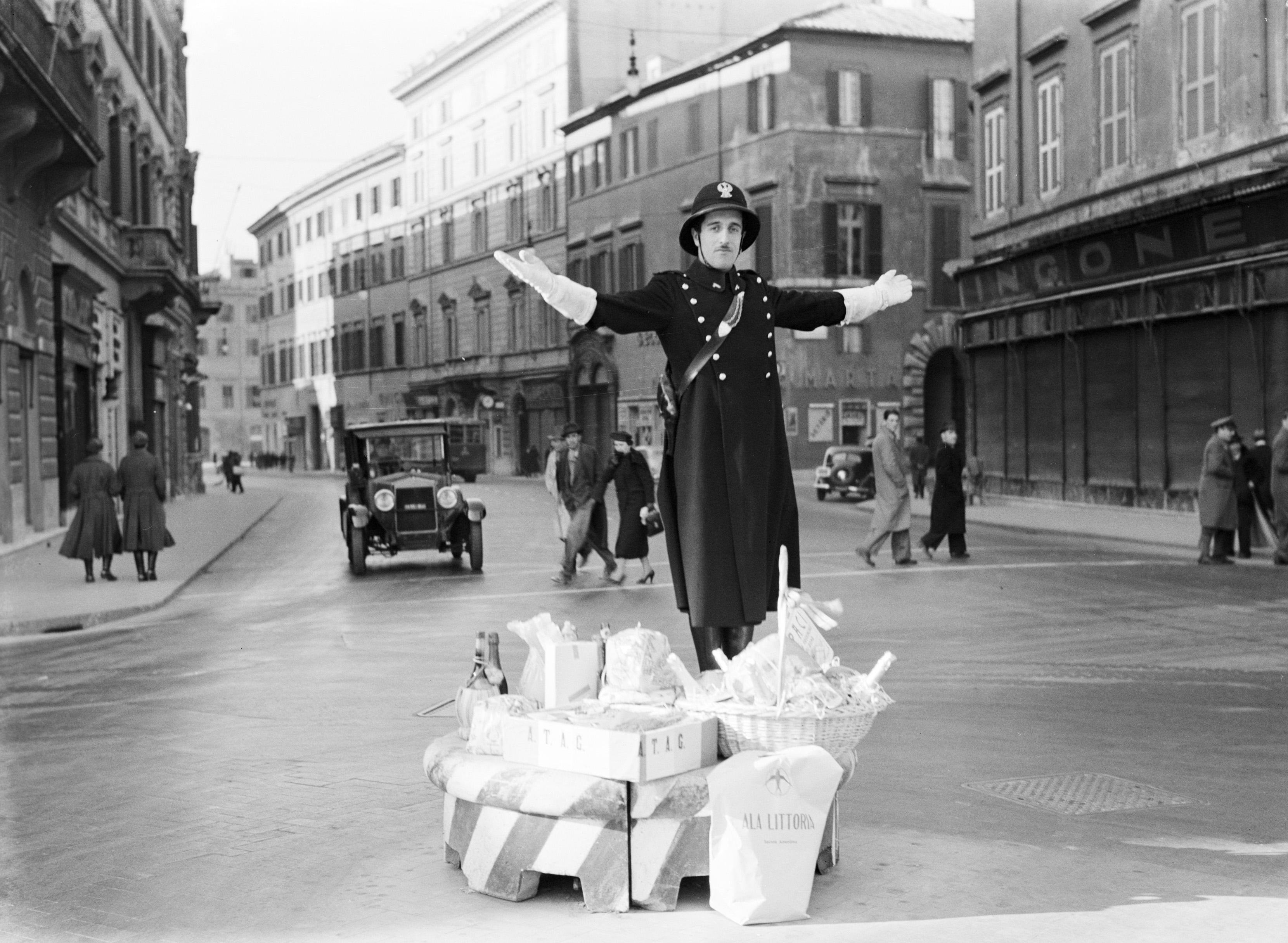
La tradizione della befana del vigile urbano a Roma, 1937 (Willem van de Poll)
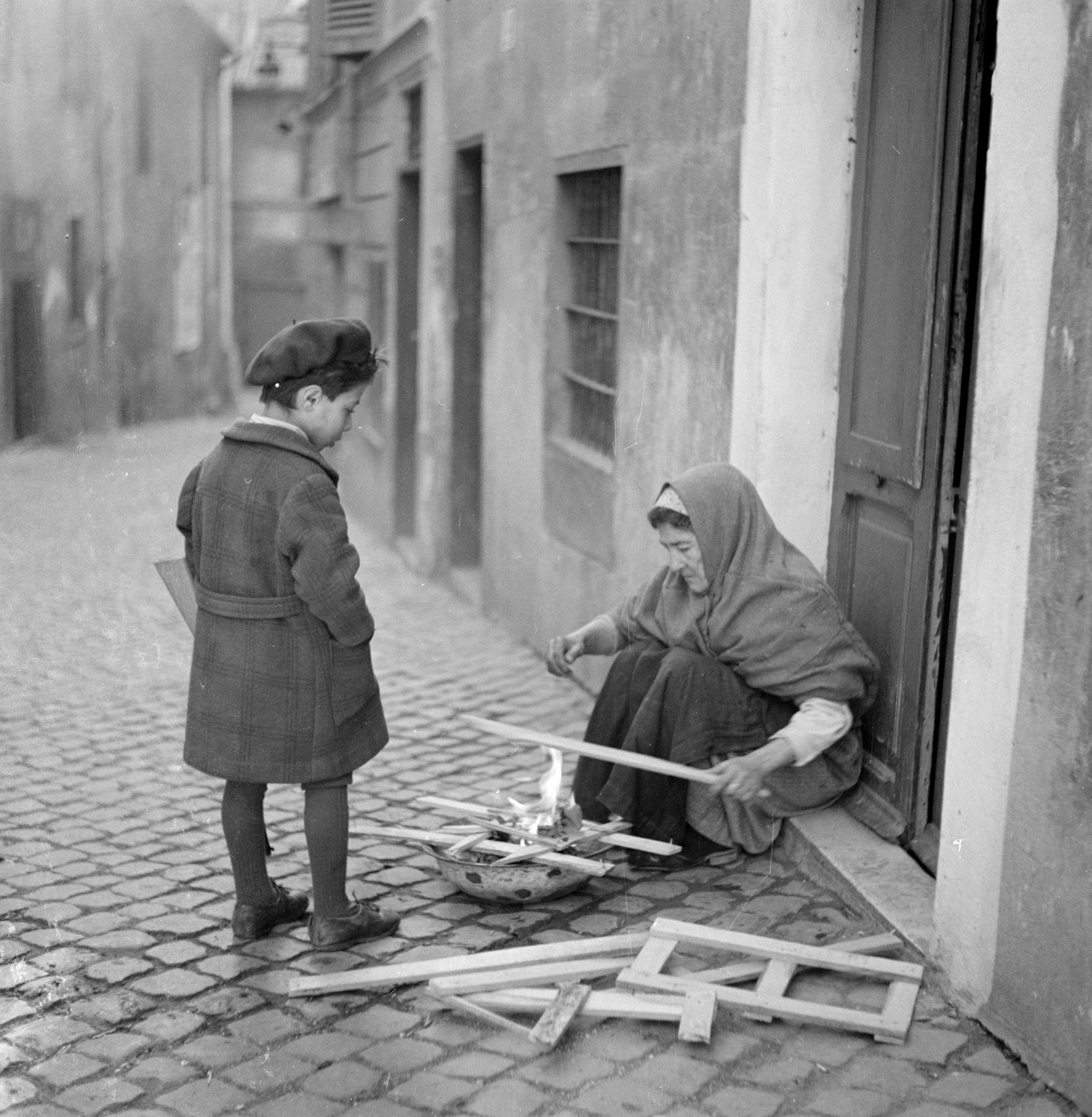
L'usanza di accendere dei fuochi d'inverno per le strade a Roma, 1937 (Willem van de Poll)
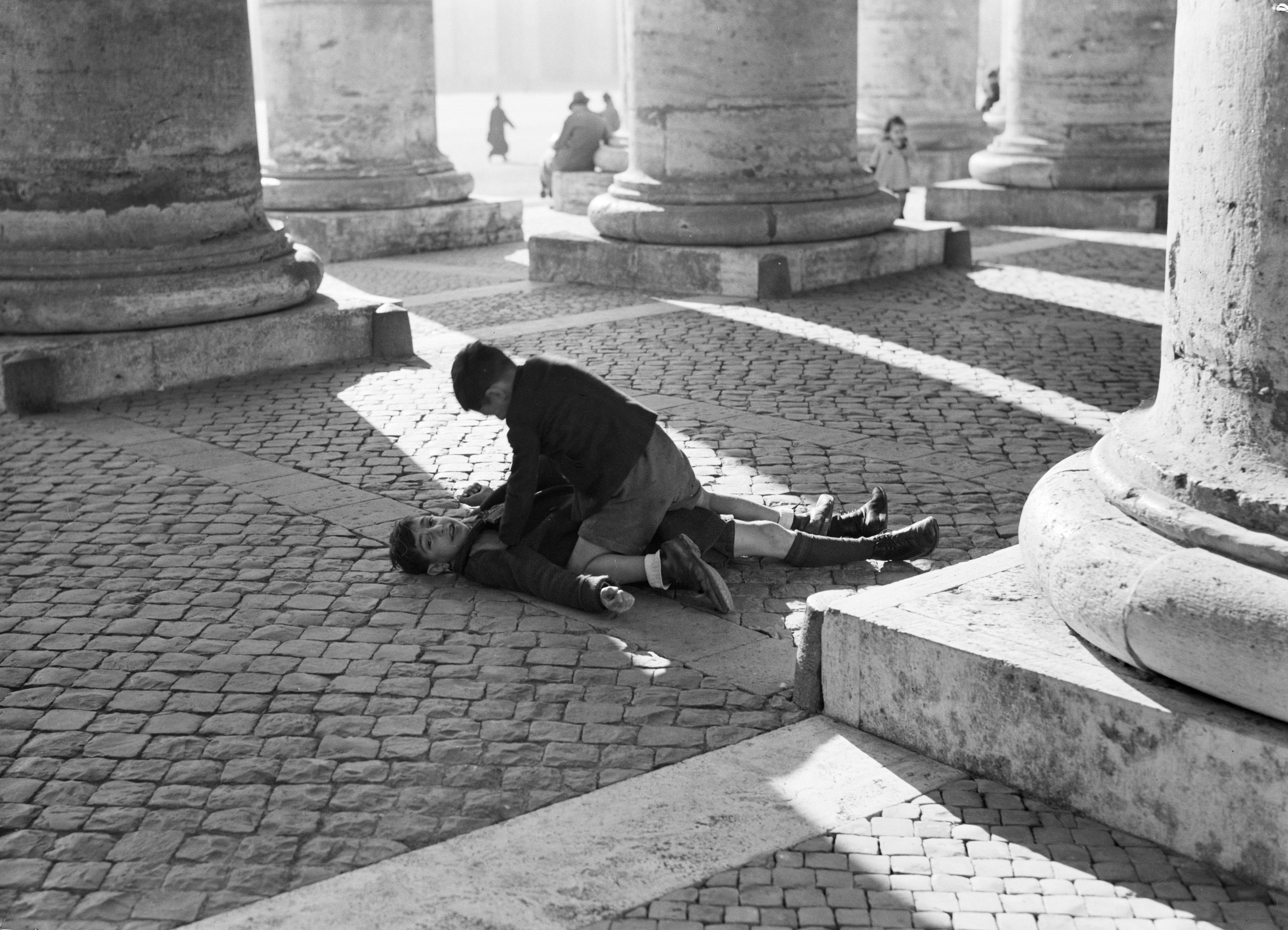
Bambini che giocano nel colonnato di Piazza San Pietro a Roma, 1937 (Willem van de Poll)
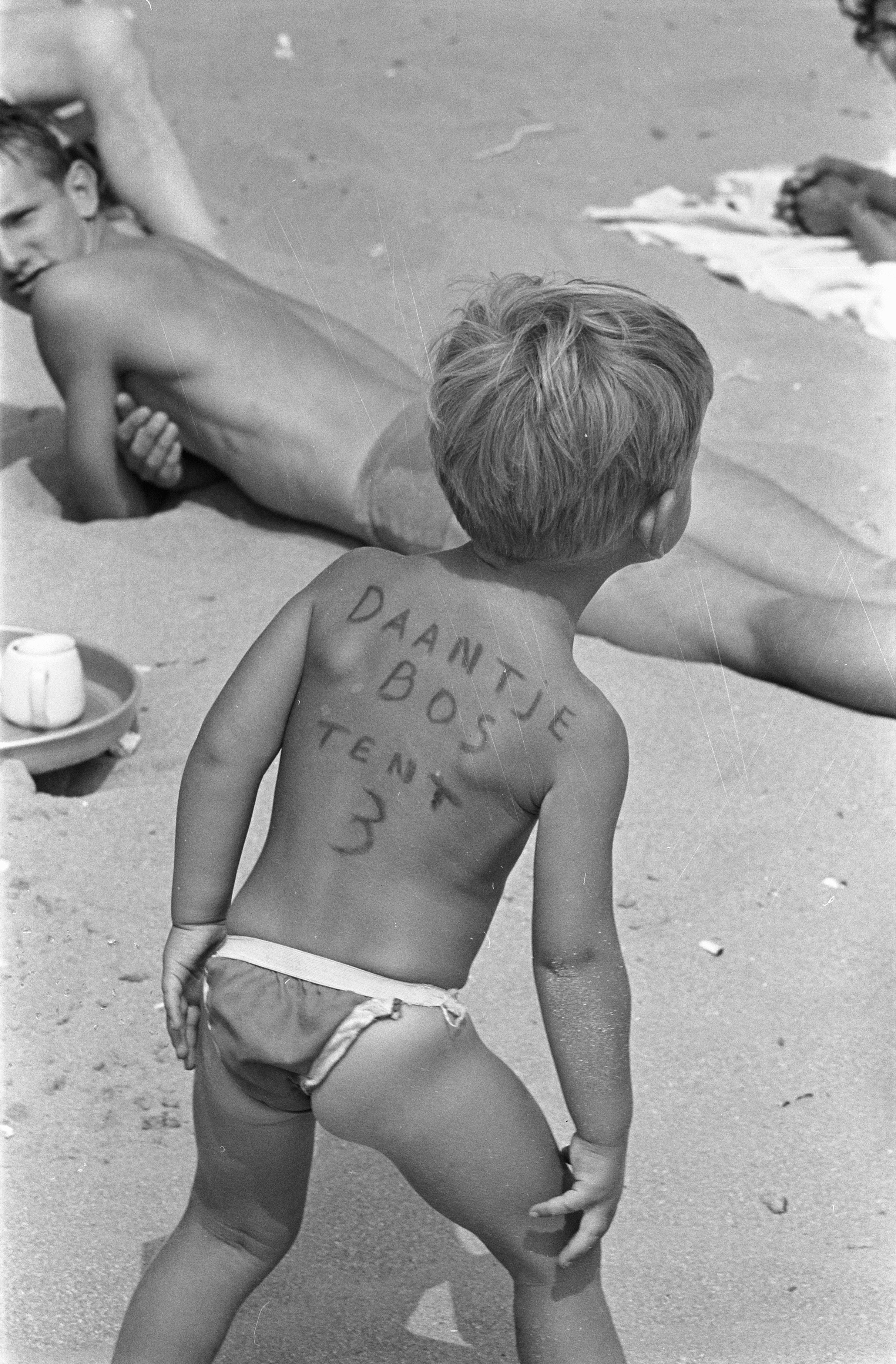
L'usanza olandese di scrivere sulla schiena o sui bracci dei bambini l'indirizzo o il numero di cellulare in caso si perdano, qui nel 1959. (Harry Pot)
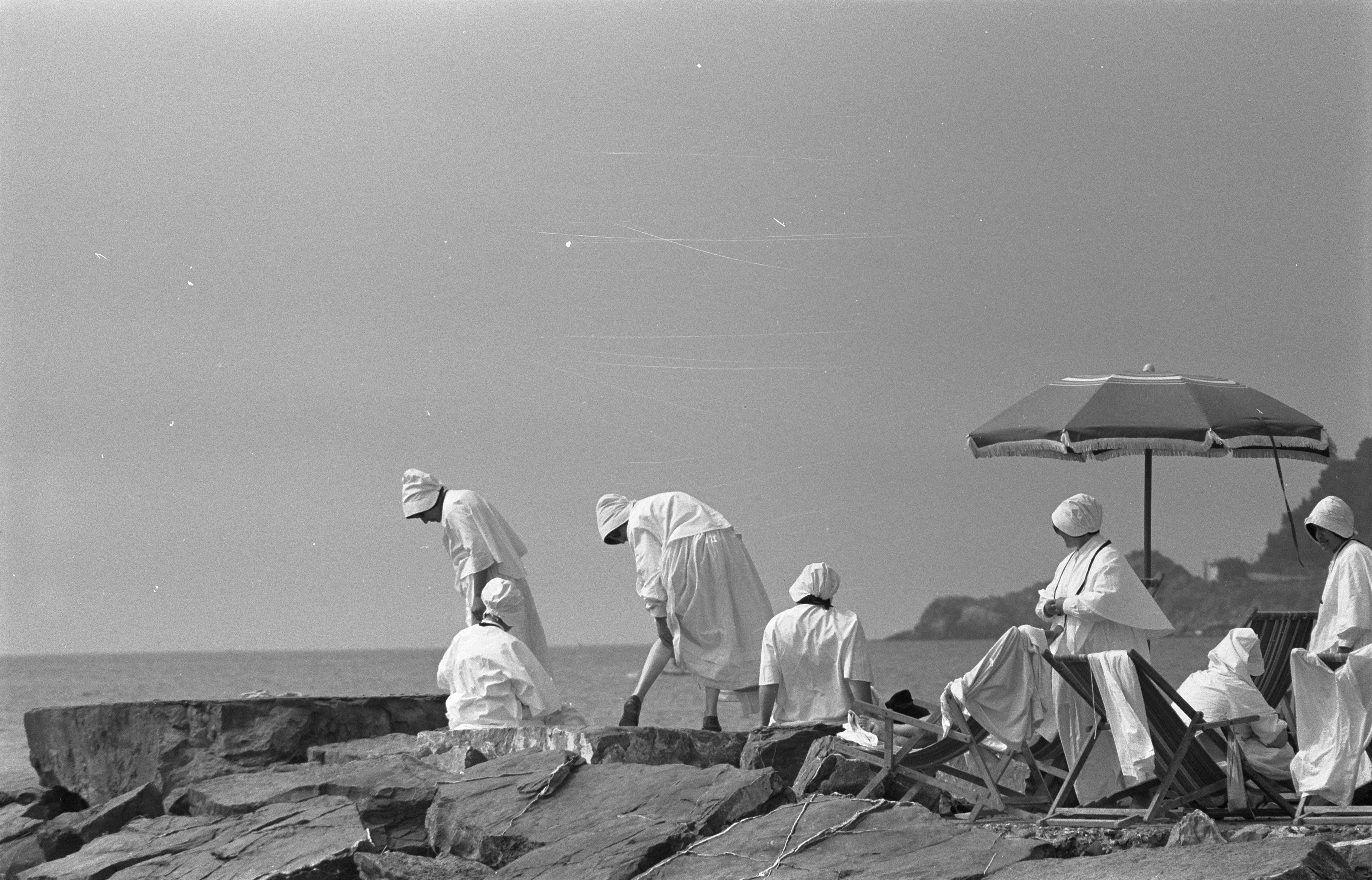
Serie fotografica delle suore al mare in Italia, agosto 1959 (Harry Pot)
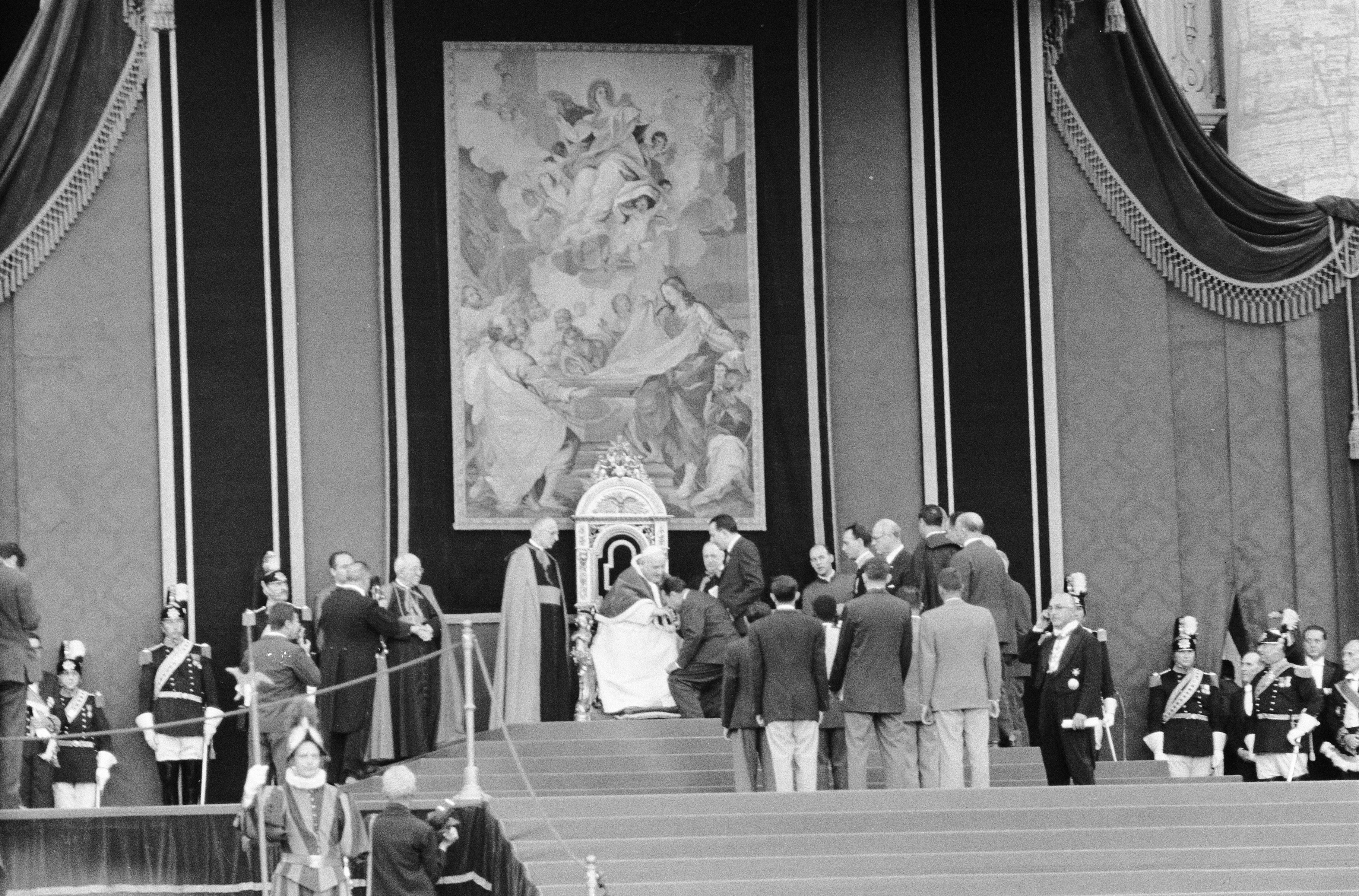
Olimpiadi di Roma del 1960: papa Giovanni XXIII benedice tutti gli atleti in Piazza San Pietro, prima dell'inizio dei giochi. (Harry Pot)
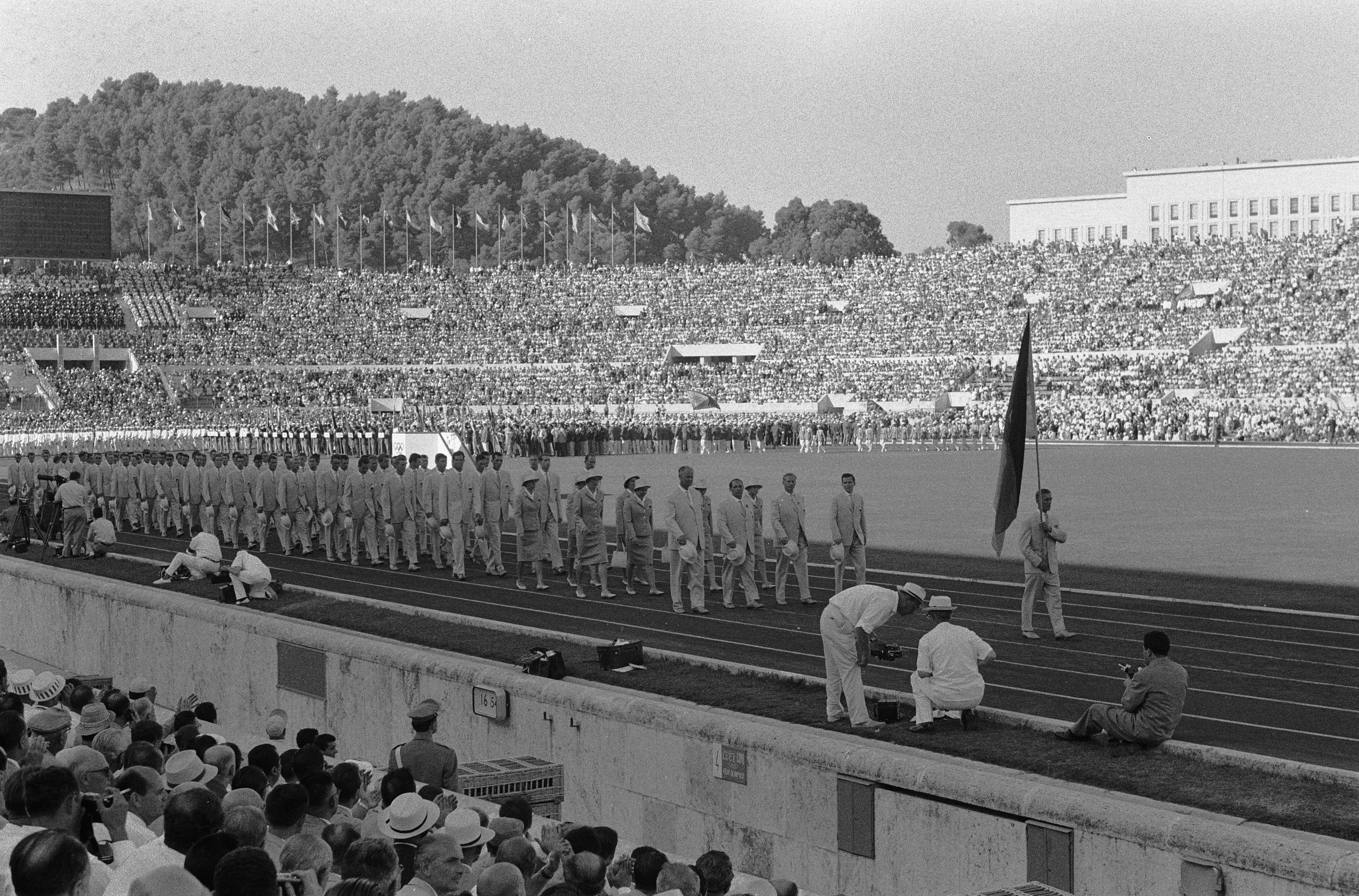
Olimpiadi di Roma del 1960: serie fotografica della cerimonia di apertura (Harry Pot)
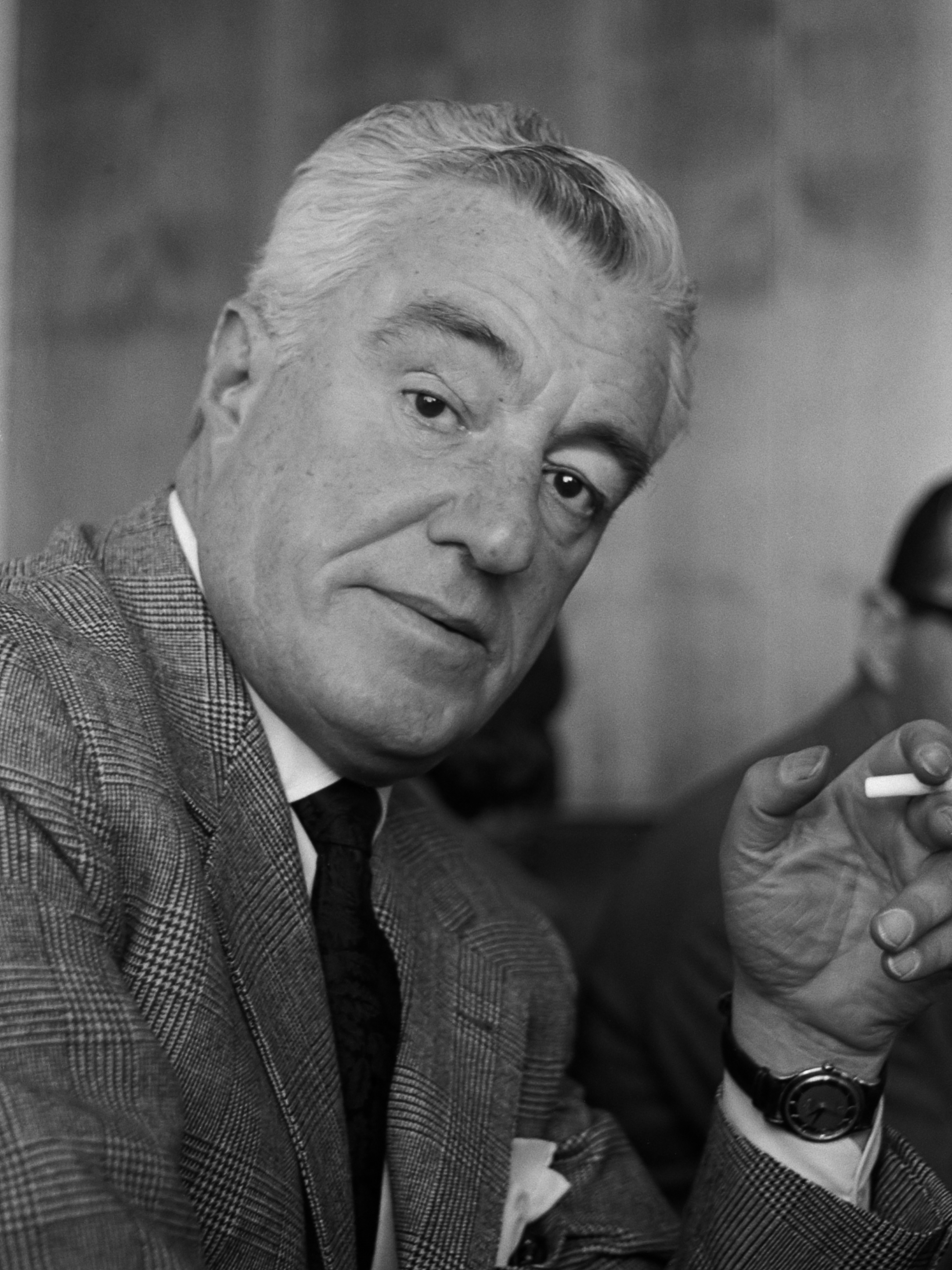
Vittorio De Sica nel 1962 (Harry Pot)
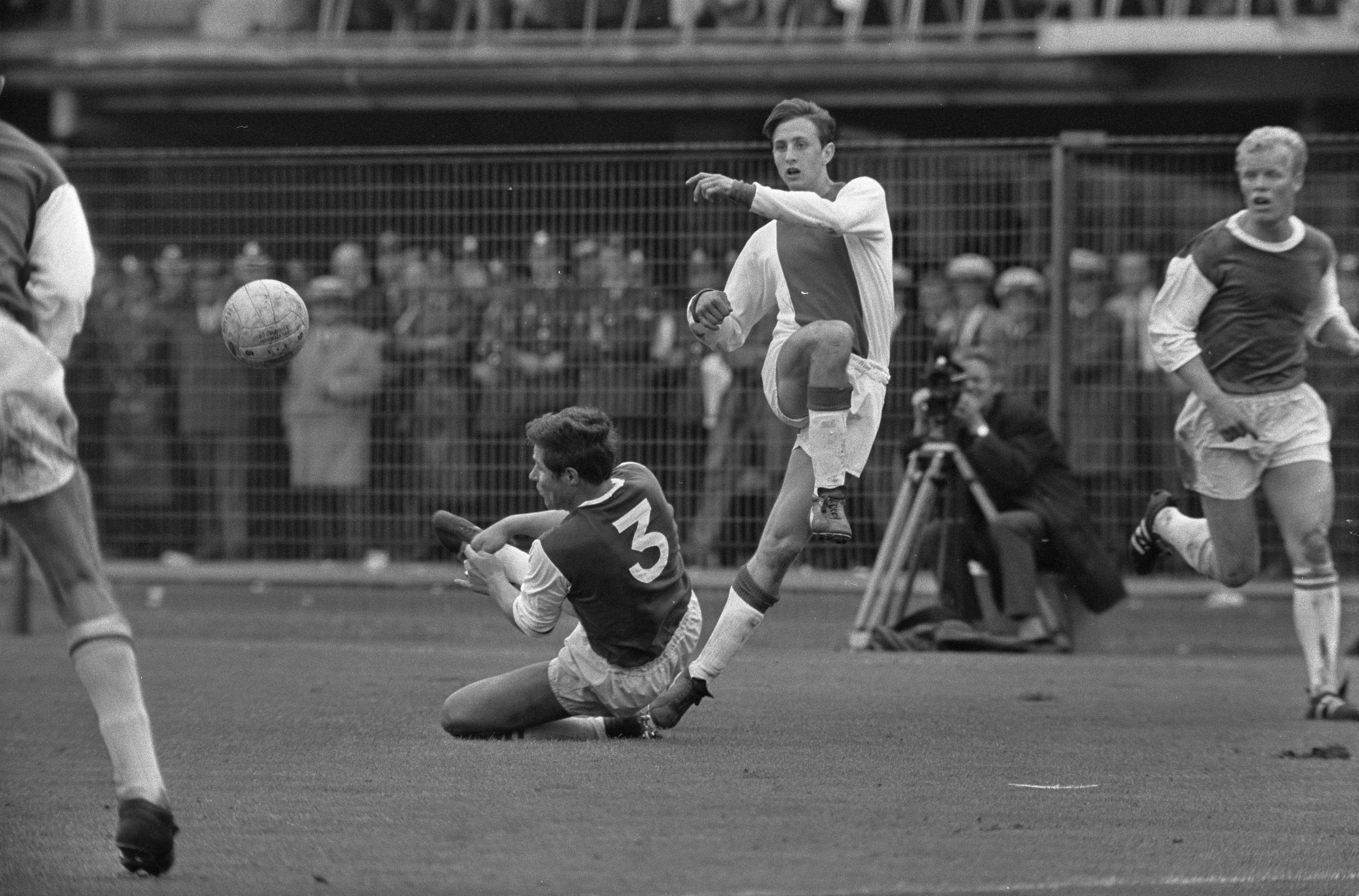
Johan Cruijff nel 1967 (Ron Kroon)
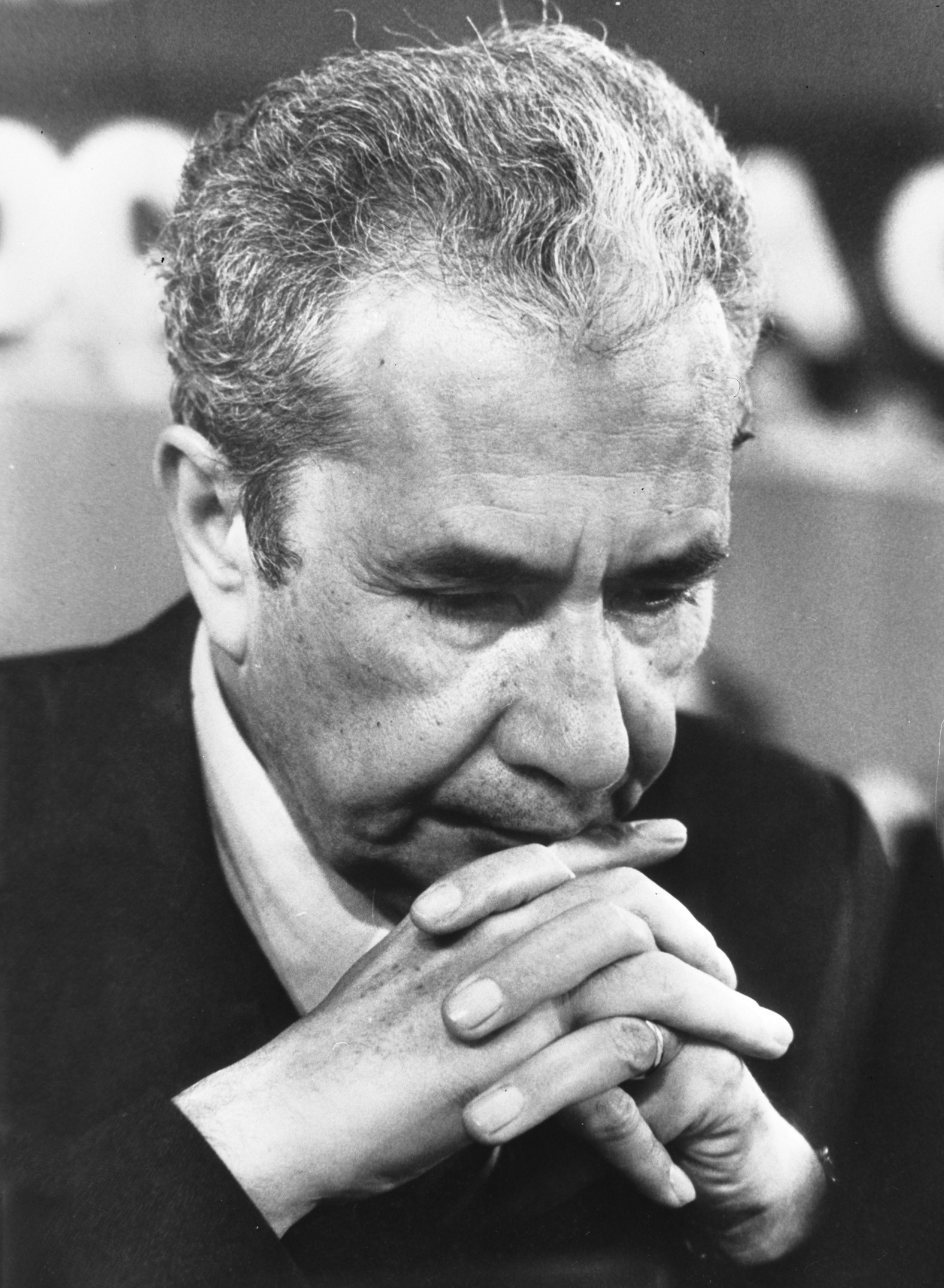
Aldo Moro nel 1978 (autore sconosciuto)
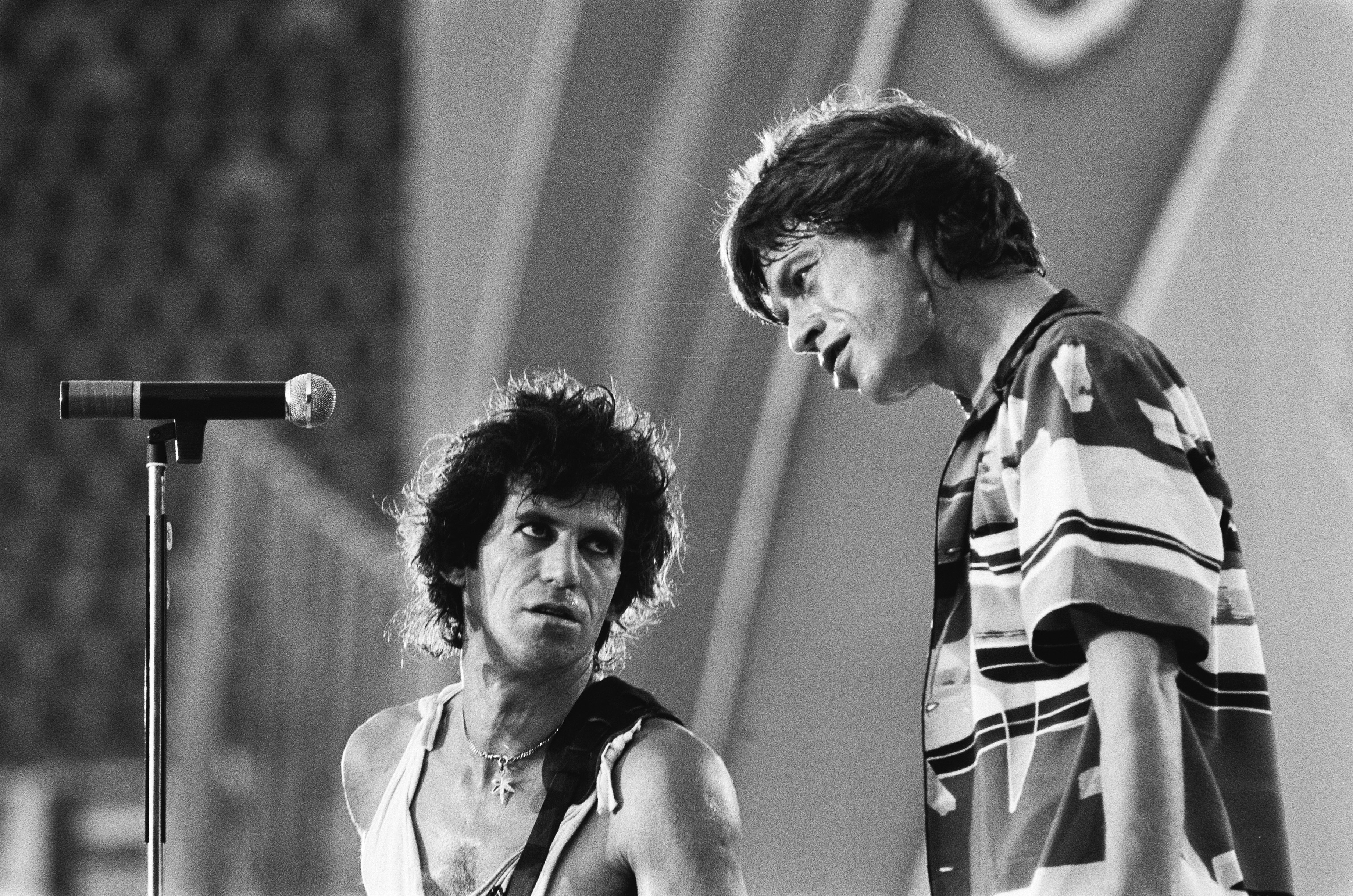
Serie fotografica dei The Rolling Stones nel giugno 1982 (Marcel Antonisse)
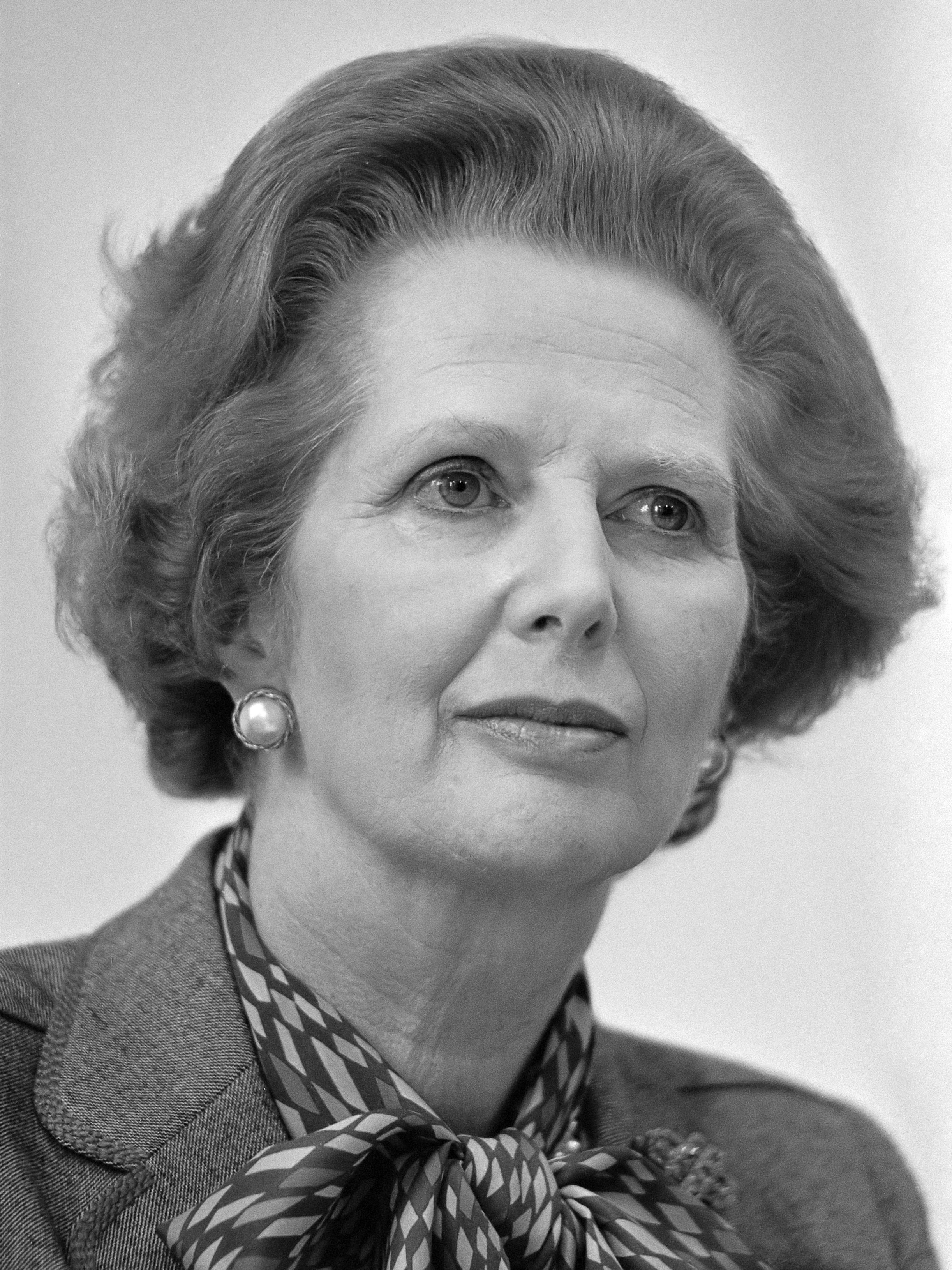
Margaret Thatcher nel 1983 (Rob Bogaerts)